# Виселок № 1
Ви́селок № 1 (рос. Выселок № 1, чув. Пĕрремĕш Выççăлкă) — присілок у Чувашії Російської Федерації, у складі Великосундирського сільського поселення Ядринського району.
Населення — 19 осіб (2010; 29 в 2002, 74 в 1979, 127 в 1958). У національному розрізі у присілку мешкають чуваші та росіяни.

## Історія
Присілок переданий до Чувашії зі складу Спаського району Горьківської області (Нижньогородської області) 29 вересня 1958 року.